# Hypochlorosis humboldti
Hypochlorosis humboldti är en fjärilsart som beskrevs av Druce 1894. Hypochlorosis humboldti ingår i släktet Hypochlorosis och familjen juvelvingar. Inga underarter finns listade i Catalogue of Life.